# 愛宕塚古墳 (壬生町)
愛宕塚古墳（あたごづかこふん、壬生愛宕塚古墳）は、栃木県下都賀郡壬生町壬生甲にある古墳。形状は前方後円墳。しもつけ古墳群（うち壬生地域）を構成する古墳の1つ。国の史跡に指定されている。

## 概要
黒川左岸段丘端部にほぼ西面して所在し、すぐ東側を栃木街道が通る。周辺には牛塚古墳・車塚古墳（いずれも国の史跡）が所在する。
2段築成の墳丘は墳長65m、後円部高さ5.5m、前方部高さ6.5mを測り、墳丘1段目を幅広く造る栃木県中央部の大型古墳特有の特徴が本古墳にもみられる。墳丘の周囲は幅約20mの周堀と周堤がめぐり、周堀外側までの全長は100m近くになる。
発掘調査が行われていないため内部構造は不明であるが、墳丘から埴輪が採取されている。築造時期は、埴輪や墳丘形態から6世紀中頃に位置付けられている。
前方部頂の愛宕神社は、1694年（元禄7年）に壬生城主の松平輝貞が壬生城の鬼門除けとして建立したと伝えられている。
思川と姿川間に南北に延びる壬生台地には後期以降の栃木県を代表する諸古墳が散在し、この地域が古墳時代後期から律令期にかけて本地域の一大勢力を担っていたことが理解される。

## 文化財

### 国の史跡
- 愛宕塚古墳 - 1926年（大正15年）2月24日指定[3]。

## 関連文献
（記事執筆に使用していない関連文献）
- 壬生町立歴史民俗資料館 編『国指定史跡 愛宕塚古墳 -測量調査及び表採資料報告書-（壬生町埋蔵文化財調査報告書 第20集）』壬生町教育委員会、2005年。
- 『栃木県壬生町 壬生愛宕塚古墳 -保存活用計画書作成に伴う学術発掘調査-（壬生町埋蔵文化財調査報告書 第36集）』壬生町教育委員会、2023年。